# Geokichla
Geokichla (лат., от др.-греч. γεω — земля и др.-греч. κιχλη — дрозд) — род воробьиных птиц из семейства дроздовых (Turdidae). Входящие в его состав  виды ранее включали в род земляных дроздов (Zoothera), но в результате исследований 2008 года было предложено выделить их в отдельный таксон.

## Описание
Представители рода, как и земляные дрозды, отличаются оперением нижней части крыла — белого цвета с чёткой чёрной полосой. 
Сибирский дрозд и пегий земляной дрозд обладают резким половым диморфизмом.

## Распространение
Обитают в Азии (в том числе многие виды на островах Индонезии и окрестных, например, на Филиппинах) и в Африке.

## Питание
Представители рода насекомоядны или всеядны.

## Систематика
Ранее дроздов, обитающих в лесах Африки, объединяли с земляными дроздами Азии и Австралии, включая в род Zoothera более 35 видов. В начале XXI века учёные предположили парафилию этого рода, который был разделён на две части по линии Австралия — Азия и Азия — Африка. Род Geokichla является сестринским к обширному роду Turdus. Многих представителей рода, в частности виды G. camaronensis, G. gurneyi, G. princei, G. piaggiae и роды Ridgwayia, Ixoreus, Psophocichla в разное время относили к Turdus или Zoothera. Базальным, по-видимому, является сибирский дрозд.
Представители рода Geokichla начали заселение Африки около 4,1 млн лет назад, следуя за распространением лесов. Примерно 3,0 млн лет назад происходило разделение африканских лесов, что привело к формированию новых видов вследствие географической изоляции. 

### Классификация
В род включают 21 вид птиц:
- Geokichla camaronensis Sharpe, 1905 — Камерунский дрозд
- Geokichla cinerea Bourns & Worcester, 1894 — Серый земляной дрозд
- Geokichla citrina (Latham, 1790) — Оранжевоголовый дрозд[7]:2966, или оранжевоголовый земляной дрозд[8]
- Geokichla crossleyi (Sharpe, 1871)
- Geokichla dohertyi Hartert, 1896
- Geokichla dumasi Rothschild, 1899 — Молуккский земляной дрозд[8]
- Geokichla erythronota P. L. Sclater, 1859 — Рыжеспинный земляной дрозд[8]
- Geokichla gurneyi (Hartlaub, 1864) — Оранжевый дрозд[9]
- Geokichla guttata (Vigors, 1831) — Натальский земляной дрозд, или пятнистый земляной дрозд[8]
- Geokichla interpres (Temminck, 1828) — Красношапочный земляной дрозд[8]
- Geokichla joiceyi (Rothschild & Hartert, 1921)
- Geokichla leucolaema Salvadori, 1892
- Geokichla mendeni (Neumann, 1939)
- Geokichla oberlaenderi Sassi, 1914 — Дрозд Оберлендера[10]
- Geokichla peronii (Vieillot, 1818) — Тиморский земляной дрозд[11]
- Geokichla piaggiae (Bouvier, 1877) — Голосистый дрозд[10]
- Geokichla princei (Sharpe, 1874) — Ганский дрозд[10]
- Geokichla schistacea A. B. Meyer, 1884 — Белоухий земляной дрозд[11]
- Geokichla sibirica (Pallas, 1776) — Сибирский дрозд, или сибирский земляной дрозд
- Geokichla spiloptera (Blyth, 1847) — Цейлонский земляной дрозд[11]
- Geokichla wardii (Blyth, 1843) — Пегий земляной дрозд